# Primera División
De Primera División, ook wel LaLiga genoemd (of sinds juli 2023 vanwege sponsoring LaLiga EA Sports), is de hoogste Spaanse voetbalcompetitie. Twintig clubs spelen een competitie om te bepalen wie zich landskampioen van Spanje mag noemen. Huidig kampioen is FC Barcelona.
De onderste drie degraderen aan het eind van het seizoen, en worden vervangen door de nummers 1, 2 en een door play-offs te bepalen team van de Segunda División. In totaal hebben 62 teams ooit deelgenomen aan de Primera División, waarvan 9 de landstitel hebben behaald. Sinds de jaren 50 zijn het voornamelijk Real Madrid (36 titels) en Barcelona (28 titels) die de Primera División domineren. Daarnaast heeft de Primera División ook de volgende kampioenen gekend: Atlético de Madrid, Athletic Club, Valencia, Real Sociedad, Deportivo de La Coruña, Real Betis en Sevilla. Anno 2025 wist 32 keer een club uit de Primera División de finale van de UEFA Champions League, de hoogste trofee binnen het Europese internationale clubvoetbal te bereiken. Daarin werd er een recordaantal van 19 keer gewonnen. 
De Primera División wordt volgens het IFFHS als tweede beste Europese voetbalcompetitie gezien en het is de tweede sterkste competitie in Europa volgens de UEFA-coëfficiënten. Op basis van deze coëfficiënten kwalificeren de nummers 1 tot en met 4 zich rechtstreeks voor de UEFA Champions League en de nummer 5 kwalificeert zich voor de UEFA Europa League. In 2021 werd de competitie door de IFFHS uitgeroepen tot nummer vier van sterkste nationale competities ter wereld en de derde sterkste van Europa.

## Deelnemende clubs

### Seizoen 2024/25
| Team             | Stad            | Stadion                          | Capaciteit | Seiz.   | Titels  |         |
| La Liga          | La Liga         | La Liga                          | La Liga    | La Liga | La Liga | La Liga |
| ---------------- | --------------- | -------------------------------- | ---------- | ------- | ------- | ------- |
| Athletic Bilbao  | Bilbao          | San Mamés                        | 53.289     | 94      | 8       |         |
| Atlético Madrid  | Madrid          | Metropolitano                    | 70.460     | 88      | 11      |         |
| Barcelona        | Barcelona       | Olympisch Stadion Lluís Companys | 55.926     | 94      | 28      |         |
| Celta de Vigo    | Vigo            | Balaídos                         | 24.870     | 59      | 0       |         |
| Deportivo Alavés | Vitoria-Gasteiz | Mendizorrotza                    | 19.840     | 19      | 0       |         |
| Espanyol         | Barcelona       | RCDE Stadium                     | 42.260     | 88      | 0       |         |
| Getafe           | Getafe          | Coliseum                         | 16.500     | 20      | 0       |         |
| Girona           | Girona          | Montilivi                        | 14.624     | 5       | 0       |         |
| Las Palmas       | Las Palmas      | Estadio de Gran Canaria          | 32.392     | 36      | 0       |         |
| Leganés          | Leganés         | Municipal de Butarque            | 13.089     | 5       | 0       |         |
| Mallorca         | Palma           | Mallorca Son Moix                | 23.142     | 32      | 0       |         |
| Osasuna          | Pamplona        | El Sadar                         | 23.576     | 43      | 0       |         |
| Rayo Vallecano   | Madrid          | Vallecas                         | 14.708     | 22      | 0       |         |
| Real Betis       | Sevilla         | Benito Villamarín                | 60.721     | 59      | 1       |         |
| Real Madrid      | Madrid          | Santiago Bernabéu                | 78.297     | 94      | 36      |         |
| Real Sociedad    | San Sebastián   | Anoeta                           | 39.313     | 78      | 2       |         |
| Real Valladolid  | Valladolid      | José Zorrilla                    | 27.618     | 47      | 0       |         |
| Sevilla          | Sevilla         | Ramón Sánchez Pizjuán            | 43.883     | 81      | 1       |         |
| Valencia         | Valencia        | Mestalla                         | 49.430     | 90      | 6       |         |
| Villarreal       | Vila-real       | La Cerámica                      | 23.008     | 25      | 0       |         |

## Kampioenen
| Seizoen | D. | Kampioen                | Statistieken    | Statistieken    | Statistieken    | Statistieken    | Statistieken    | Trainer                |
| Seizoen | D. | Kampioen                | W.              | O.              | G.              | V.              | P.              | Trainer                |
| ------- | -- | ----------------------- | --------------- | --------------- | --------------- | --------------- | --------------- | ---------------------- |
| 1929    | 10 | Barcelona               | 18              | 11              | 3               | 4               | 25              | James Bellamy          |
| 1929/30 | 10 | Athletic Bilbao         | 18              | 12              | 6               | 0               | 30              | Frederick Pentland     |
| 1930/31 | 10 | Athletic Bilbao (2)     | 18              | 11              | 0               | 7               | 22              | Frederick Pentland (2) |
| 1931/32 | 10 | Real Madrid             | 18              | 10              | 8               | 0               | 28              | Lippo Hertzka          |
| 1932/33 | 10 | Real Madrid (2)         | 18              | 13              | 2               | 3               | 28              | Robert Firth           |
| 1933/34 | 10 | Athletic Bilbao (3)     | 18              | 11              | 2               | 5               | 24              | Patricio Caicedo       |
| 1934/35 | 12 | Real Betis              | 22              | 15              | 4               | 3               | 34              | Patrick O'Connell      |
| 1935/36 | 12 | Athletic Bilbao (4)     | 22              | 14              | 3               | 5               | 31              | William Garbutt        |
| 1936/37 | 12 | Geen competitie         | Geen competitie | Geen competitie | Geen competitie | Geen competitie | Geen competitie | Geen competitie        |
| 1937/38 | 12 | Geen competitie         | Geen competitie | Geen competitie | Geen competitie | Geen competitie | Geen competitie | Geen competitie        |
| 1938/39 | 12 | Geen competitie         | Geen competitie | Geen competitie | Geen competitie | Geen competitie | Geen competitie | Geen competitie        |
| 1939/40 | 12 | Atlético de Madrid      | 22              | 14              | 1               | 7               | 29              | Ricardo Zamora         |
| 1940/41 | 12 | Atlético de Madrid (2)  | 22              | 13              | 7               | 2               | 33              | Ricardo Zamora (2)     |
| 1941/42 | 14 | Valencia                | 26              | 18              | 4               | 4               | 40              | Ramón Encinas Dios     |
| 1942/43 | 14 | Athletic Bilbao (5)     | 26              | 16              | 4               | 6               | 36              | Juan Urquizu           |
| 1943/44 | 14 | Valencia (2)            | 26              | 18              | 4               | 4               | 40              | Eduardo Cubells        |
| 1944/45 | 14 | Barcelona (2)           | 26              | 17              | 5               | 4               | 39              | Josep Samitier         |
| 1945/46 | 14 | Sevilla                 | 26              | 14              | 8               | 4               | 36              | Ramón Encinas Dios (2) |
| 1946/47 | 14 | Valencia (3)            | 26              | 16              | 2               | 8               | 34              | Luis Casas Pasarín     |
| 1947/48 | 14 | Barcelona (3)           | 26              | 15              | 7               | 4               | 37              | Enrique Fernández      |
| 1948/49 | 14 | Barcelona (4)           | 26              | 16              | 5               | 5               | 37              | Enrique Fernández (2)  |
| 1949/50 | 14 | Atlético de Madrid (3)  | 26              | 15              | 3               | 8               | 33              | Helenio Herrera        |
| 1950/51 | 16 | Atlético de Madrid (4)  | 30              | 17              | 6               | 7               | 40              | Helenio Herrera (2)    |
| 1951/52 | 16 | Barcelona (5)           | 30              | 19              | 5               | 6               | 43              | Ferdinand Daučík       |
| 1952/53 | 16 | Barcelona (6)           | 30              | 19              | 4               | 7               | 42              | Ferdinand Daučík (2)   |
| 1953/54 | 16 | Real Madrid (3)         | 30              | 17              | 6               | 7               | 40              | Enrique Fernández (3)  |
| 1954/55 | 16 | Real Madrid (4)         | 30              | 20              | 6               | 4               | 46              | José Villalonga        |
| 1955/56 | 16 | Athletic Bilbao (6)     | 30              | 22              | 4               | 4               | 48              | Ferdinand Daučík (3)   |
| 1956/57 | 16 | Real Madrid (5)         | 30              | 20              | 4               | 6               | 44              | José Villalonga (2)    |
| 1957/58 | 16 | Real Madrid (6)         | 30              | 20              | 5               | 5               | 45              | Luis Carniglia         |
| 1958/59 | 16 | Barcelona (7)           | 30              | 24              | 3               | 3               | 51              | Helenio Herrera (3)    |
| 1959/60 | 16 | Barcelona (8)           | 30              | 22              | 2               | 6               | 46              | Helenio Herrera (4)    |
| 1960/61 | 16 | Real Madrid (7)         | 30              | 24              | 4               | 2               | 52              | Miguel Muñoz           |
| 1961/62 | 16 | Real Madrid (8)         | 30              | 19              | 5               | 6               | 43              | Miguel Muñoz (2)       |
| 1962/63 | 16 | Real Madrid (9)         | 30              | 23              | 3               | 4               | 49              | Miguel Muñoz (3)       |
| 1963/64 | 16 | Real Madrid (10)        | 30              | 22              | 2               | 6               | 46              | Miguel Muñoz (4)       |
| 1964/65 | 16 | Real Madrid (11)        | 30              | 21              | 5               | 4               | 47              | Miguel Muñoz (5)       |
| 1965/66 | 16 | Atlético de Madrid (5)  | 30              | 18              | 8               | 4               | 44              | Domènec Balmanya       |
| 1966/67 | 16 | Real Madrid (12)        | 30              | 19              | 9               | 2               | 47              | Miguel Muñoz (6)       |
| 1967/68 | 16 | Real Madrid (13)        | 30              | 16              | 10              | 4               | 42              | Miguel Muñoz (7)       |
| 1968/69 | 16 | Real Madrid (14)        | 30              | 18              | 11              | 1               | 47              | Miguel Muñoz (8)       |
| 1969/70 | 16 | Atlético de Madrid (6)  | 30              | 18              | 6               | 6               | 42              | Marcel Domingo         |
| 1970/71 | 16 | Valencia (4)            | 30              | 18              | 7               | 5               | 43              | Alfredo Di Stéfano     |
| 1971/72 | 18 | Real Madrid (15)        | 34              | 19              | 9               | 6               | 47              | Miguel Muñoz (9)       |
| 1972/73 | 18 | Atlético de Madrid (7)  | 34              | 20              | 8               | 6               | 48              | Max Merkel             |
| 1973/74 | 18 | Barcelona (9)           | 34              | 21              | 8               | 5               | 50              | Rinus Michels          |
| 1974/75 | 18 | Real Madrid (16)        | 34              | 20              | 10              | 4               | 50              | Miljan Miljanić        |
| 1975/76 | 18 | Real Madrid (17)        | 34              | 20              | 8               | 6               | 48              | Miljan Miljanić (2)    |
| 1976/77 | 18 | Atlético de Madrid (8)  | 34              | 19              | 8               | 7               | 46              | Luis Aragonés          |
| 1977/78 | 18 | Real Madrid (18)        | 34              | 22              | 3               | 9               | 47              | Luis Molowny           |
| 1978/79 | 18 | Real Madrid (19)        | 34              | 16              | 15              | 3               | 47              | Luis Molowny (2)       |
| 1979/80 | 18 | Real Madrid (20)        | 34              | 22              | 9               | 3               | 53              | Vujadin Boškov         |
| 1980/81 | 18 | Real Sociedad           | 34              | 19              | 7               | 8               | 45              | Alberto Ormaetxea      |
| 1981/82 | 18 | Real Sociedad (2)       | 34              | 20              | 7               | 7               | 47              | Alberto Ormaetxea (2)  |
| 1982/83 | 18 | Athletic Bilbao (7)     | 34              | 22              | 6               | 6               | 50              | Javier Clemente        |
| 1983/84 | 18 | Athletic Bilbao (8)     | 34              | 20              | 9               | 5               | 49              | Javier Clemente (2)    |
| 1984/85 | 18 | Barcelona (10)          | 34              | 21              | 11              | 2               | 53              | Terry Venables         |
| 1985/86 | 18 | Real Madrid (21)        | 34              | 26              | 4               | 4               | 56              | Luis Molowny (3)       |
| 1986/87 | 18 | Real Madrid (22)        | 44              | 27              | 12              | 5               | 66              | Leo Beenhakker         |
| 1987/88 | 20 | Real Madrid (23)        | 38              | 28              | 6               | 4               | 62              | Leo Beenhakker (2)     |
| 1988/89 | 20 | Real Madrid (24)        | 38              | 25              | 12              | 1               | 62              | Leo Beenhakker (3)     |
| 1989/90 | 20 | Real Madrid (25)        | 38              | 26              | 10              | 2               | 62              | John Toshack           |
| 1990/91 | 20 | Barcelona (11)          | 38              | 25              | 7               | 6               | 57              | Johan Cruijff          |
| 1991/92 | 20 | Barcelona (12)          | 38              | 23              | 9               | 6               | 55              | Johan Cruijff (2)      |
| 1992/93 | 20 | Barcelona (13)          | 38              | 25              | 8               | 5               | 58              | Johan Cruijff (3)      |
| 1993/94 | 20 | Barcelona (14)          | 38              | 25              | 6               | 7               | 56              | Johan Cruijff (4)      |
| 1994/95 | 20 | Real Madrid (26)        | 38              | 23              | 9               | 6               | 55              | Jorge Valdano          |
| 1995/96 | 22 | Atlético de Madrid (9)  | 42              | 26              | 9               | 7               | 87              | Radomir Antić          |
| 1996/97 | 22 | Real Madrid (27)        | 42              | 27              | 11              | 4               | 92              | Fabio Capello          |
| 1997/98 | 20 | Barcelona (15)          | 38              | 23              | 5               | 10              | 74              | Louis van Gaal         |
| 1998/99 | 20 | Barcelona (16)          | 38              | 24              | 7               | 7               | 79              | Louis van Gaal (2)     |
| 1999/00 | 20 | Deportivo de La Coruña  | 38              | 21              | 6               | 11              | 69              | Javier Irureta         |
| 2000/01 | 20 | Real Madrid (28)        | 38              | 24              | 8               | 6               | 80              | Vicente del Bosque     |
| 2001/02 | 20 | Valencia (5)            | 38              | 21              | 12              | 5               | 75              | Rafael Benítez         |
| 2002/03 | 20 | Real Madrid (29)        | 38              | 22              | 12              | 4               | 78              | Vicente del Bosque (2) |
| 2003/04 | 20 | Valencia (6)            | 38              | 23              | 8               | 7               | 77              | Rafael Benítez (2)     |
| 2004/05 | 20 | Barcelona (17)          | 38              | 25              | 9               | 4               | 84              | Frank Rijkaard         |
| 2005/06 | 20 | Barcelona (18)          | 38              | 25              | 7               | 6               | 82              | Frank Rijkaard (2)     |
| 2006/07 | 20 | Real Madrid (30)        | 38              | 23              | 7               | 8               | 76              | Fabio Capello (2)      |
| 2007/08 | 20 | Real Madrid (31)        | 38              | 27              | 4               | 7               | 85              | Bernd Schuster         |
| 2008/09 | 20 | Barcelona (19)          | 38              | 27              | 6               | 5               | 87              | Josep Guardiola        |
| 2009/10 | 20 | Barcelona (20)          | 38              | 31              | 6               | 1               | 99              | Josep Guardiola (2)    |
| 2010/11 | 20 | Barcelona (21)          | 38              | 30              | 6               | 2               | 96              | Josep Guardiola (3)    |
| 2011/12 | 20 | Real Madrid (32)        | 38              | 32              | 4               | 2               | 100             | José Mourinho          |
| 2012/13 | 20 | Barcelona (22)          | 38              | 32              | 4               | 2               | 100             | Tito Vilanova          |
| 2013/14 | 20 | Atlético de Madrid (10) | 38              | 28              | 6               | 4               | 90              | Diego Simeone          |
| 2014/15 | 20 | Barcelona (23)          | 38              | 30              | 4               | 4               | 94              | Luis Enrique           |
| 2015/16 | 20 | Barcelona (24)          | 38              | 29              | 4               | 5               | 91              | Luis Enrique (2)       |
| 2016/17 | 20 | Real Madrid (33)        | 38              | 29              | 6               | 3               | 93              | Zinedine Zidane        |
| 2017/18 | 20 | Barcelona (25)          | 38              | 28              | 9               | 1               | 93              | Ernesto Valverde       |
| 2018/19 | 20 | Barcelona (26)          | 38              | 26              | 9               | 3               | 87              | Ernesto Valverde (2)   |
| 2019/20 | 20 | Real Madrid (34)        | 38              | 26              | 9               | 3               | 87              | Zinedine Zidane (2)    |
| 2020/21 | 20 | Atlético de Madrid (11) | 38              | 26              | 8               | 4               | 86              | Diego Simeone (2)      |
| 2021/22 | 20 | Real Madrid (35)        | 38              | 26              | 8               | 4               | 86              | Carlo Ancelotti        |
| 2022/23 | 20 | Barcelona (27)          | 38              | 28              | 4               | 6               | 88              | Xavi                   |
| 2023/24 | 20 | Real Madrid (36)        | 38              | 29              | 8               | 1               | 95              | Carlo Ancelotti (2)    |
| 2024/25 | 20 | Barcelona (28)          | 38              | 28              | 4               | 6               | 88              | Hans-Dieter Flick      |
| 2025/26 | 20 | n.n.b.                  |                 |                 |                 |                 |                 |                        |

### Statistieken

#### Titels per club
| Team                   | T. | Jaren kampioen |
| ---------------------- | -- | --- |
| Real Madrid            | 36 | 1932, 1933, 1954, 1955, 1957, 1958, 1961, 1962, 1963, 1964, 1965, 1967, 1968, 1969, 1972, 1975, 1976, 1978, 1979, 1980, 1986, 1987, 1988, 1989, 1990, 1995, 1997, 2001, 2003, 2007, 2008, 2012, 2017, 2020, 2022, 2024 |
| Barcelona              | 28 | 1929, 1945, 1948, 1949, 1952, 1953, 1959, 1960, 1974, 1985, 1991, 1992, 1993, 1994, 1998, 1999, 2005, 2006, 2009, 2010, 2011, 2013, 2015, 2016, 2018, 2019, 2023, 2025                                                 |
| Atlético de Madrid     | 11 | 1940, 1941, 1950, 1951, 1966, 1970, 1973, 1977, 1996, 2014, 2021 |
| Athletic Bilbao        | 8  | 1930, 1931, 1934, 1936, 1943, 1956, 1983, 1984 |
| Valencia               | 6  | 1942, 1944, 1947, 1971, 2002, 2004 |
| Real Sociedad          | 2  | 1981, 1982 |
| Deportivo de La Coruña | 1  | 2000 |
| Sevilla                | 1  | 1946 |
| Real Betis             | 1  | 1935 |

#### Trainers met meerdere titels
| Trainer            | T. | Jaren kampioen                                                                  |
| ------------------ | -- | ------------------------------------------------------------------------------- |
| Miguel Muñoz       | 9  | 1960/61, 1961/62, 1962/63, 1963/64, 1964/65, 1966/67, 1967/68, 1968/69, 1971/72 |
| Johan Cruijff      | 4  | 1990/91, 1991/92, 1992/93, 1993/94                                              |
| Helenio Herrera    | 4  | 1949/50, 1950/51, 1958/59, 1959/60                                              |
| Josep Guardiola    | 3  | 2008/09, 2009/10, 2010/11                                                       |
| Leo Beenhakker     | 3  | 1986/87, 1987/88, 1988/89                                                       |
| Luis Molowny       | 3  | 1977/78, 1978/79, 1985/86                                                       |
| Ferdinand Daučík   | 3  | 1951/52, 1952/53, 1955/56                                                       |
| Enrique Fernández  | 3  | 1947/48, 1948/49, 1953/54                                                       |
| Carlo Ancelotti    | 2  | 2021/22, 2023/24                                                                |
| Ernesto Valverde   | 2  | 2017/18, 2018/19                                                                |
| Zinedine Zidane    | 2  | 2016/17, 2019/20                                                                |
| Luis Enrique       | 2  | 2014/15, 2015/16                                                                |
| Diego Simeone      | 2  | 2013/14, 2020/21                                                                |
| Frank Rijkaard     | 2  | 2004/05, 2005/06                                                                |
| Rafael Benítez     | 2  | 2001/02, 2003/04                                                                |
| Vicente del Bosque | 2  | 2000/01, 2002/03                                                                |
| Louis van Gaal     | 2  | 1997/98, 1998/99                                                                |
| Fabio Capello      | 2  | 1996/97, 2006/07                                                                |
| Javier Clemente    | 2  | 1982/83, 1983/84                                                                |
| Alberto Ormaetxea  | 2  | 1980/81, 1981/82                                                                |
| Miljan Miljanić    | 2  | 1974/75, 1975/76                                                                |
| José Villalonga    | 2  | 1954/55, 1956/57                                                                |
| Ramón Encinas Dios | 2  | 1941/42, 1945/46                                                                |
| Ricardo Zamora     | 2  | 1939/40, 1940/41                                                                |
| Frederick Pentland | 2  | 1929/30, 1930/31                                                                |

## Overzichtslijsten

### Eeuwige ranglijst
Vetgedrukt geeft clubs aan die momenteel in deze divisie spelen.
| Pos. | Club                   | S  | PT   | W    | W+   | W=  | W-   | D+   | D-   | HP | Titels |
| ---- | ---------------------- | -- | ---- | ---- | ---- | --- | ---- | ---- | ---- | -- | ------ |
| 1    | Real Madrid            | 88 | 4559 | 2838 | 1700 | 571 | 582  | 6135 | 3241 | 1  | 34     |
| 2    | Barcelona              | 88 | 4442 | 2838 | 1635 | 578 | 625  | 6089 | 3179 | 1  | 28     |
| 3    | Atlético de Madrid     | 82 | 3597 | 2690 | 1286 | 618 | 786  | 4647 | 3360 | 1  | 11     |
| 4    | Valencia               | 84 | 3520 | 2740 | 1224 | 639 | 877  | 4514 | 3542 | 1  | 6      |
| 5    | Athletic Club          | 88 | 3464 | 2838 | 1232 | 660 | 946  | 4713 | 3794 | 1  | 8      |
| 6    | Sevilla                | 75 | 2936 | 2484 | 1024 | 546 | 914  | 3791 | 3478 | 1  | 1      |
| 7    | Espanyol               | 84 | 2894 | 2702 | 974  | 632 | 1096 | 3693 | 3976 | 3  | –      |
| 8    | Real Sociedad          | 72 | 2672 | 2378 | 891  | 595 | 892  | 3339 | 3335 | 1  | 2      |
| 9    | Zaragoza               | 58 | 2109 | 1986 | 698  | 522 | 766  | 2683 | 2847 | 2  | –      |
| 10   | Real Betis             | 53 | 1995 | 1804 | 638  | 454 | 712  | 2266 | 2604 | 1  | 1      |
| 11   | Celta de Vigo          | 53 | 1879 | 1774 | 609  | 410 | 755  | 2390 | 2747 | 4  | –      |
| 12   | Deportivo de La Coruña | 46 | 1843 | 1568 | 569  | 403 | 596  | 2090 | 2269 | 1  | 1      |
| 13   | Valladolid             | 43 | 1512 | 1504 | 473  | 395 | 636  | 1799 | 2231 | 4  | –      |
| 14   | Racing Santander       | 44 | 1416 | 1426 | 453  | 335 | 638  | 1842 | 2365 | 2  | –      |
| 15   | Sporting Gijón         | 43 | 1389 | 1458 | 471  | 358 | 629  | 1753 | 2152 | 2  | –      |
| 16   | Osasuna                | 37 | 1351 | 1318 | 426  | 327 | 565  | 1497 | 1833 | 4  | –      |
| 17   | Málaga                 | 37 | 1334 | 1293 | 395  | 335 | 563  | 1445 | 1824 | 4  | –      |
| 18   | Oviedo                 | 38 | 1174 | 1192 | 408  | 292 | 492  | 1642 | 1951 | 3  | –      |
| 19   | Mallorca               | 27 | 1148 | 988  | 333  | 256 | 399  | 1182 | 1371 | 3  | –      |
| 20   | Villarreal             | 19 | 1075 | 722  | 294  | 193 | 235  | 998  | 891  | 2  | –      |
| 21   | Las Palmas             | 34 | 1042 | 1134 | 372  | 249 | 513  | 1371 | 1820 | 2  | –      |
| 22   | Rayo Vallecano         | 18 | 694  | 680  | 197  | 156 | 327  | 801  | 1158 | 8  | –      |
| 23   | Getafe                 | 14 | 667  | 532  | 177  | 136 | 219  | 610  | 697  | 5  | –      |
| 24   | Granada                | 23 | 667  | 742  | 218  | 175 | 349  | 819  | 1158 | 6  | –      |
| 25   | Elche                  | 21 | 606  | 678  | 203  | 180 | 295  | 750  | 1022 | 5  | –      |
| 26   | Hércules               | 20 | 538  | 628  | 184  | 149 | 295  | 716  | 1050 | 5  | –      |
| 27   | Alavés                 | 14 | 518  | 456  | 153  | 94  | 209  | 537  | 723  | 6  | –      |
| 28   | Tenerife               | 13 | 510  | 494  | 155  | 128 | 211  | 619  | 744  | 5  | –      |
| 29   | Levante                | 13 | 506  | 478  | 135  | 119 | 224  | 533  | 756  | 6  | –      |
| 30   | Murcia                 | 18 | 445  | 586  | 145  | 143 | 298  | 607  | 992  | 11 | –      |
| 31   | Salamanca              | 12 | 375  | 423  | 123  | 102 | 198  | 422  | 581  | 7  | –      |
| 32   | Sabadell               | 14 | 353  | 426  | 129  | 95  | 202  | 492  | 720  | 4  | –      |
| 33   | Cádiz CF               | 12 | 343  | 448  | 104  | 127 | 217  | 393  | 662  | 12 | –      |
| 34   | Logroñés               | 9  | 293  | 346  | 96   | 92  | 158  | 291  | 489  | 7  | –      |
| 35   | Castellón              | 11 | 285  | 334  | 103  | 79  | 152  | 419  | 588  | 4  | –      |
| 36   | Albacete               | 7  | 277  | 270  | 76   | 76  | 118  | 320  | 410  | 7  | –      |
| 37   | Almería                | 6  | 242  | 228  | 62   | 56  | 110  | 244  | 366  | 8  | –      |
| 38   | Eibar                  | 5  | 230  | 190  | 60   | 50  | 80   | 229  | 267  | 9  | –      |
| 39   | Córdoba                | 9  | 230  | 282  | 82   | 63  | 137  | 285  | 430  | 5  | –      |
| 40   | Compostela             | 4  | 190  | 160  | 52   | 45  | 63   | 199  | 241  | 10 | –      |
| 41   | Recreativo             | 5  | 188  | 186  | 50   | 46  | 90   | 202  | 296  | 8  | –      |
| 42   | Burgos CF              | 6  | 168  | 204  | 59   | 50  | 95   | 216  | 310  | 12 | –      |
| 43   | Pontevedra             | 6  | 150  | 180  | 53   | 44  | 83   | 165  | 221  | 7  | –      |
| 44   | Numancia               | 4  | 148  | 152  | 37   | 37  | 78   | 155  | 253  | 17 | –      |
| 45   | Leganés                | 3  | 123  | 114  | 31   | 30  | 53   | 107  | 149  | 13 | –      |
| 46   | Arenas                 | 7  | 107  | 130  | 43   | 21  | 66   | 227  | 308  | 3  | –      |
| 47   | Real Burgos            | 3  | 96   | 114  | 26   | 44  | 44   | 101  | 139  | 9  | –      |
| 48   | Gimnàstic              | 4  | 91   | 116  | 34   | 16  | 66   | 181  | 295  | 7  | –      |
| 49   | Girona                 | 2  | 88   | 76   | 23   | 19  | 34   | 87   | 112  | 9  | –      |
| 50   | Extremadura            | 2  | 83   | 80   | 20   | 23  | 37   | 62   | 117  | 17 | –      |
| 51   | Mérida                 | 2  | 81   | 80   | 19   | 24  | 37   | 70   | 115  | 19 | –      |
| 52   | Alcoyano               | 4  | 76   | 108  | 30   | 16  | 62   | 145  | 252  | 10 | –      |
| 53   | Jaén                   | 3  | 71   | 90   | 29   | 13  | 48   | 121  | 183  | 14 | –      |
| 54   | Real Unión             | 4  | 56   | 72   | 21   | 14  | 37   | 153  | 184  | 6  | –      |
| 55   | AD Almería             | 2  | 52   | 68   | 17   | 18  | 33   | 71   | 116  | 10 | –      |
| 56   | Europa                 | 3  | 42   | 54   | 18   | 6   | 30   | 97   | 131  | 8  | –      |
| 57   | Lleida                 | 2  | 40   | 68   | 13   | 14  | 41   | 70   | 182  | 16 | –      |
| 58   | Xerez                  | 1  | 34   | 38   | 8    | 10  | 20   | 38   | 66   | 20 | –      |
| 59   | Huesca                 | 1  | 33   | 38   | 7    | 12  | 19   | 43   | 65   | 19 | –      |
| 60   | Condal                 | 1  | 22   | 30   | 7    | 8   | 15   | 37   | 57   | 16 | –      |
| 61   | Atlético Tetuán        | 1  | 19   | 30   | 7    | 5   | 18   | 51   | 85   | 16 | –      |
| 62   | Cultural Leonesa       | 1  | 14   | 30   | 5    | 4   | 21   | 34   | 65   | 15 | –      |

Bijgewerkt t/m..
NB: In dit overzicht is uitgegaan van de "tweepunten-regeling" t/m seizoen 1994/95
| Legenda                 | Legenda                |
| ----------------------- | ---------------------- |
| Clubsituatie in 2019/20 |                        |
|                         | Primera División       |
|                         | Segunda División A     |
|                         | Segunda División B     |
|                         | Tercera División       |
|                         | Club bestaat niet meer |

### Aantal seizoenen per club
Vetgedrukt de clubs die in 2025/26 in de Primera División spelen.
| Club                   | Stad                       | /95 | Periode (1928-2026) |
| ---------------------- | -------------------------- | --- | --- |
| Athletic Club          | Bilbao                     | 95  | 1928-.... |
| Barcelona              | Barcelona                  | 95  | 1928-.... |
| Real Madrid            | Madrid                     | 95  | 1928-.... |
| Valencia               | Valencia                   | 91  | 1931-1986, 1987-.... |
| Espanyol               | Barcelona                  | 89  | 1928-1962, 1963-1969, 1970-1989, 1990-1993, 1994-2020, 2021-2023, 2024-....                                                        |
| Atlético de Madrid     | Madrid                     | 89  | 1928-1930, 1934-2000, 2002-.... |
| Sevilla                | Sevilla                    | 82  | 1934-1968, 1969-1972, 1975-1997, 1999-2000, 2001-....                                                                              |
| Real Sociedad          | San Sebastian              | 79  | 1928-1935, 1941-1942, 1943-1944, 1947-1948, 1949-1962, 1967-2007, 2010-....                                                        |
| Real Betis             | Sevilla                    | 60  | 1932-1940, 1942-1943, 1958-1966, 1967-1968, 1971-1973, 1974-1978, 1979-1989, 1990-1991, 1994-2000, 2001-2009, 2011-2014, 2015-.... |
| Celta de Vigo          | Vigo                       | 60  | 1939-1944, 1945-1959, 1969-1975, 1976-1977, 1978-1979, 1982-1983, 1985-1986, 1987-1990, 1992-2004, 2005-2007, 2012-....            |
| Real Zaragoza          | Zaragoza                   | 58  | 1939-1941, 1942-1943, 1951-1953, 1956-1971, 1972-1977, 1978-2002, 2003-2008, 2009-2013                                             |
| Real Valladolid        | Valladolid                 | 47  | 1948-1958, 1959-1961, 1962-1964, 1980-1992, 1993-2004, 2007-2010, 2012-2014, 2018-2021, 2022-2023, 2024-2025                       |
| Deportivo de La Coruña | A Coruña                   | 46  | 1941-1945, 1946-1947, 1948-1957, 1962-1963, 1964-1965, 1966-1967, 1968-1970, 1971-1973, 1991-2011, 2012-2013, 2014-2018            |
| Osasuna                | Pamplona                   | 44  | 1935-1936, 1953-1954, 1956-1960, 1961-1963, 1980-1994, 2000-2014, 2016-2017, 2019-....                                             |
| Racing Santander       | Santander                  | 44  | 1928-1940, 1950-1955, 1960-1962, 1973-1974, 1975-1979, 1981-1983, 1984-1987, 1993-2001, 2002-2012                                  |
| Sporting Gijón         | Gijón                      | 42  | 1944-1948, 1951-1954, 1957-1959, 1970-1976, 1977-1998, 2008-2012, 2015-2017                                                        |
| Real Oviedo            | Oviedo                     | 39  | 1933-1950, 1952-1954, 1958-1965, 1972-1974, 1975-1976, 1988-2001, 2025-....                                                        |
| Las Palmas             | Las Palmas de Gran Canaria | 36  | 1951-1952, 1954-1960, 1964-1983, 1985-1988, 2000-2002, 2015-2018, 2023-2025                                                        |
| Mallorca               | Palma                      | 33  | 1960-1963, 1965-1966, 1969-1970, 1983-1984, 1986-1988, 1989-1992, 1997-2013, 2019-2020, 2021-....                                  |
| Granada                | Granada                    | 27  | 1941-1945, 1957-1961, 1966-1967, 1968-1976, 2011-2017, 2019-2022, 2023-2024                                                        |
| Elche                  | Elche                      | 26  | 1959-1971, 1973-1978, 1984-1985, 1988-1989, 2013-2015, 2020-2023, 2025-....                                                        |
| Villarreal             | Vila-real                  | 26  | 1998-1999, 2000-2012, 2013-.... |
| Rayo Vallecano         | Madrid                     | 23  | 1977-1980, 1989-1990, 1992-1994, 1995-1997, 1999-2003, 2011-2016, 2018-2019, 2021-....                                             |
| Getafe                 | Getafe                     | 21  | 2004-2016, 2017-.... |
| Deportivo Alavés       | Vitoria-Gasteiz            | 20  | 1930-1933, 1954-1956, 1998-2003, 2005-2006, 2016-2022, 2023-....                                                                   |
| Hércules               | Alicante                   | 20  | 1935-1942, 1945-1946, 1954-1956, 1966-1967, 1974-1982, 1984-1986, 1996-1997, 2010-2011                                             |
| CD Málaga              | Málaga                     | 20  | 1949-1951, 1952-1953, 1954-1955, 1962-1963, 1965-1966, 1967-1969, 1970-1975, 1976-1977, 1979-1980, 1982-1985, 1988-1990            |
| Real Murcia            | Murcia                     | 18  | 1940-1941, 1944-1947, 1950-1951, 1955-1956, 1963-1965, 1973-1975, 1980-1981, 1983-1985, 1986-1989, 2003-2004, 2007-2008            |
| Málaga                 | Málaga                     | 17  | 1999-2006, 2008-2018 |
| Levante                | Valencia                   | 17  | 1963-1965, 2004-2005, 2006-2008, 2010-2016, 2017-2022, 2025-....                                                                   |
| Cádiz                  | Cádiz                      | 16  | 1977-1978, 1981-1982, 1983-1984, 1985-1993, 2005-2006, 2020-2024                                                                   |
| Sabadell               | Sabadell                   | 14  | 1943-1945, 1946-1949, 1965-1972, 1986-1988                                                                                         |
| Tenerife               | Santa Cruz de Tenerife     | 13  | 1961-1962, 1989-1999, 2001-2002, 2009-2010                                                                                         |
| Salamanca              | Salamanca                  | 12  | 1974-1981, 1982-1984, 1995-1996, 1997-1999                                                                                         |
| Castellón              | Castellón de la Plana      | 11  | 1941-1947, 1972-1974, 1981-1982, 1989-1991                                                                                         |
| Córdoba                | Córdoba                    | 9   | 1962-1969, 1971-1972, 2014-2015 |
| Logroñés               | Logroño                    | 9   | 1987-1995, 1996-1997 |
| UD Almería             | Almería                    | 8   | 2007-2011, 2013-2015, 2022-2024 |
| Eibar                  | Eibar                      | 7   | 2014-2021 |
| Arenas Club de Getxo   | Getxo                      | 7   | 1928-1935 |
| Albacete Balompié      | Albacete                   | 7   | 1991-1996, 2003-2005 |
| Girona FC              | Girona                     | 6   | 2017-2019, 2022-.... |
| Burgos                 | Burgos                     | 6   | 1971-1973, 1976-1980 |
| Pontevedra             | Pontevedra                 | 6   | 1963-1964, 1965-1970 |
| Recreativo Huelva      | Huelva                     | 5   | 1978-1979, 2002-2003, 2006-2009 |
| Leganés                | Leganés                    | 5   | 2016-2020, 2024-2025 |
| Numancia               | Soria                      | 4   | 1999-2001, 2004-2005, 2008-2009 |
| Alcoyano               | Alcoy                      | 4   | 1945-1946, 1947-1949, 1950-1951 |
| Compostela             | Santiago de Compostella    | 4   | 1994-1998 |
| Gimnàstic de Tarragona | Tarragona                  | 4   | 1947-1950, 2006-2007 |
| Real Unión             | Irun                       | 4   | 1929-1933 |
| CE Europa              | Barcelona                  | 3   | 1928-1931 |
| Real Burgos            | Burgos                     | 3   | 1990-1993 |
| Real Jaén              | Jaén                       | 3   | 1953-1954, 1956-1958 |
| UD Almería             | Almería                    | 2   | 1979-1981 |
| Extremadura            | Almendralejo               | 2   | 1996-1997, 1998-1999 |
| Lleida                 | Lleida                     | 2   | 1950-1951, 1993-1994 |
| Mérida                 | Mérida                     | 2   | 1995-1996, 1997-1998 |
| SD Huesca              | Huesca                     | 2   | 2018-2019, 2020-2021 |
| Xerez                  | Jerez de la Frontera       | 1   | 2009-2010 |
| Atlético Tetuán        | Tétouan                    | 1   | 1951-1952 |
| CD Condal              | Barcelona                  | 1   | 1956-1957 |
| Cultural Leonesa       | León                       | 1   | 1955-1956 |

### Topscorers

#### Seizoenen
| Seizoen | Trofeo Pichichi (meeste doelpunten) | Trofeo Zamora (minste tegendoelpunten) |
| ------- | ----------------------------------- | -------------------------------------- |
| 2024/25 |                                     |                                        |
| 2023/24 | Artem Dovbyk                        | Unai Simón                             |
| 2022/23 | Robert Lewandowski                  | Marc-André ter Stegen                  |
| 2021/22 | Karim Benzema                       | Yassine Bounou                         |
| 2020/21 | Lionel Messi                        | Jan Oblak                              |
| 2019/20 | Lionel Messi                        | Thibaut Courtois                       |
| 2018/19 | Lionel Messi                        | Jan Oblak                              |
| 2017/18 | Lionel Messi                        | Jan Oblak                              |
| 2016/17 | Lionel Messi                        | Jan Oblak                              |
| 2015/16 | Luis Suárez                         | Jan Oblak                              |
| 2014/15 | Cristiano Ronaldo                   | Claudio Bravo                          |
| 2013/14 | Cristiano Ronaldo                   | Thibaut Courtois                       |
| 2012/13 | Lionel Messi                        | Thibaut Courtois                       |
| 2011/12 | Lionel Messi                        | Víctor Valdés                          |
| 2010/11 | Cristiano Ronaldo                   | Víctor Valdés                          |
| 2009/10 | Lionel Messi                        | Víctor Valdés                          |
| 2008/09 | Diego Forlán                        | Víctor Valdés                          |
| 2007/08 | Daniel Güiza                        | Iker Casillas                          |
| 2006/07 | Ruud van Nistelrooij                | Roberto Abbondanzieri                  |
| 2005/06 | Samuel Eto'o                        | José Manuel Pinto                      |
| 2004/05 | Diego Forlán                        | Víctor Valdés                          |
| 2003/04 | Ronaldo                             | Santiago Cañizares                     |
| 2002/03 | Roy Makaay                          | Pablo Cavallero                        |
| 2001/02 | Diego Tristán                       | Santiago Cañizares                     |
| 2000/01 | Raúl                                | Santiago Cañizares                     |
| 1999/00 | Salva                               | Martín Herrera                         |
| 1998/99 | Raúl                                | Carlos Roa                             |
| 1997/98 | Christian Vieri                     | Antoni Jiménez                         |
| 1996/97 | Ronaldo                             | Jacques Songo'o                        |
| 1995/96 | Juan Antonio Pizzi                  | José Molina                            |
| 1994/95 | Iván Zamorano                       | Pedro Jaro                             |
| 1993/94 | Romário                             | Francisco Liaño                        |
| 1992/93 | Bebeto                              | Francisco Liaño Santiago Cañizares     |
| 1991/92 | Manolo                              | Francisco Buyo                         |
| 1990/91 | Emilio Butragueño                   | Abel Resino                            |
| 1989/90 | Hugo Sánchez                        | Juan Carlos Ablanedo                   |
| 1988/89 | Baltazar                            | José Manuel Ochotorena                 |
| 1987/88 | Hugo Sánchez                        | Francisco Buyo                         |
| 1986/87 | Hugo Sánchez                        | Andoni Zubizarreta                     |
| 1985/86 | Hugo Sánchez                        | Juan Carlos Ablanedo                   |
| 1984/85 | Hugo Sánchez                        | Juan Carlos Ablanedo                   |
| 1983/84 | Juanito Jorge da Silva              | Javier Urruticoechea                   |
| 1982/83 | Rincón                              | Agustín Rodríguez                      |
| 1981/82 | Quini                               | Luis Arconada                          |
| 1980/81 | Quini                               | Luis Arconada                          |
| 1979/80 | Quini                               | Luis Arconada                          |
| 1978/79 | Hans Krankl                         | José Luis Manzenedo                    |
| 1977/78 | Mario Kempes                        | Pedro María Artola                     |
| 1976/77 | Mario Kempes                        | Miguel Reina                           |
| 1975/76 | Quini                               | Miguel Ángel González                  |
| 1974/75 | Carlos                              | Salvador Sadurní                       |
| 1973/74 | Quini                               | Salvador Sadurní                       |
| 1972/73 | Marianín                            | Miguel Reina                           |
| 1971/72 | Enrique Porta                       | Juan Antonio Deusto                    |
| 1970/71 | Carles Rexach                       | Ángel Abelardo                         |
| 1969/70 | Gárate Luis Aragonés                | José Ángel Iribar                      |
| 1968/69 | Gárate                              | Salvador Sadurní                       |
| 1967/68 | Uriarte                             | Andrés Junquera                        |
| 1966/67 | Waldo                               | Antonio Betancort                      |
| 1965/66 | Edvaldo Izidio Neto                 | José Manuel Pesudo                     |
| 1964/65 | Cayetano Ré                         | Antonio Betancort                      |
| 1963/64 | Ferenc Puskás                       | José Vicente Train                     |
| 1962/63 | Ferenc Puskás                       | José Vicente Train                     |
| 1961/62 | Juan Seminario                      | José Araquistáin                       |
| 1960/61 | Ferenc Puskás                       | José Vicente Train                     |
| 1959/60 | Ferenc Puskás                       | Antoni Ramallets                       |
| 1958/59 | Alfredo Di Stéfano                  | Antoni Ramallets                       |
| 1957/58 | Alfredo Di Stéfano                  | Goyo Vergel                            |
| 1956/57 | Alfredo Di Stéfano                  | Antoni Ramallets                       |
| 1955/56 | Alfredo Di Stéfano                  | Antoni Ramallets                       |
| 1954/55 | Juan Arza                           | Juan Adelarpe Alonso                   |
| 1953/54 | Alfredo Di Stéfano                  | Juan Ignacio Otero                     |
| 1952/53 | Telmo Zarra                         | Marcel Domingo                         |
| 1951/52 | Pahíño                              | Antoni Ramallets                       |
| 1950/51 | Telmo Zarra                         | Juan Acuña                             |
| 1949/50 | Telmo Zarra                         | Juan Acuña                             |
| 1948/49 | César Rodríguez                     | Marcel Domingo                         |
| 1947/48 | Pahíño                              | Juan Zambudio Velasco                  |
| 1946/47 | Telmo Zarra                         | Raimundo Lezama                        |
| 1945/46 | Telmo Zarra                         | José Bañón                             |
| 1944/45 | Telmo Zarra                         | Ignacio Eizaguirre                     |
| 1943/44 | Mundo                               | Ignacio Eizaguirre                     |
| 1942/43 | Mariano Martín                      | Juan Acuña                             |
| 1941/42 | Mundo                               | Juan Acuña                             |
| 1940/41 | Pruden                              | José María Echevarría                  |
| 1939/40 | Víctor Unamuno                      | Fernando Tabales                       |
| 1935/36 | Isidro Lángara                      | Gregorio Blasco                        |
| 1934/35 | Isidro Lángara                      | Joaquín Urquiaga                       |
| 1933/34 | Isidro Lángara                      | Gregorio Blasco                        |
| 1932/33 | Manuel Olivares                     | Ricardo Zamora                         |
| 1931/32 | Guillermo Gorostiza                 | Ricardo Zamora                         |
| 1930/31 | Bata                                | Tomás Zarraonaindia                    |
| 1929/30 | Guillermo Gorostiza                 | Gregorio Blasco                        |
| 1929    | Paco Bienzobas                      | Ricardo Zamora                         |

#### Aller tijden
Vetgedrukt geeft spelers aan die nog actief zijn in de Primera División.
| Pos. | Speler             | Club                                               | Jaren     | Dlp. | Wed. | Ratio |
| ---- | ------------------ | -------------------------------------------------- | --------- | ---- | ---- | ----- |
| 1    | Lionel Messi       | Barcelona                                          | 2004–2021 | 474  | 520  | 0.91  |
| 2    | Cristiano Ronaldo  | Real Madrid                                        | 2009–2018 | 311  | 292  | 1.07  |
| 3    | Telmo Zarra        | Athletic Club                                      | 1940–1955 | 251  | 278  | 0.9   |
| 4    | Hugo Sánchez       | Atlético de Madrid, Real Madrid, Rayo Vallecano    | 1981–1994 | 234  | 347  | 0.67  |
| 5    | Raúl               | Real Madrid                                        | 1994–2010 | 228  | 550  | 0.41  |
| 6    | Alfredo Di Stéfano | Real Madrid, Espanyol                              | 1953–1966 | 227  | 329  | 0.69  |
| 7    | César Rodríguez    | Granada, Barcelona, Cultural Leonesa, Elche        | 1939–1955 | 223  | 353  | 0.63  |
| 8    | Quini              | Sporting Gijón, Barcelona                          | 1970–1987 | 219  | 448  | 0.49  |
| 9    | Pahiño             | Celta de Vigo, Real Madrid, Deportivo de La Coruña | 1943–1956 | 210  | 278  | 0.76  |
| 10   | Mundo              | Valencia, Alcoyano                                 | 1939–1950 | 195  | 231  | 0.84  |

Bijgewerkt t/m het seizoen 2020/21

## Belgen en Nederlanders in de Primera División
Vetgedrukt geeft spelers en/of trainers aan die nog actief zijn in de Primera División.

### Spelers
- Ibrahim Afellay: Barcelona
- Ryan Babel: Deportivo de La Coruna
- Dave van den Bergh: Rayo Vallecano
- Kevin Bobson: Espanyol
- Daley Blind: Girona
- Frank de Boer: Barcelona
- Ronald de Boer: Barcelona
- Winston Bogarde: Barcelona
- Mark van Bommel: Barcelona
- Khalid Boulahrouz: Sevilla
- Saïd Boutahar: Zaragoza
- Giovanni van Bronckhorst: Barcelona
- Arnold Bruggink: Mallorca
- Jasper Cillessen: Barcelona, Valencia
- Phillip Cocu: Barcelona
- Jürgen Colin: Sporting Gijón
- Johan Cruijff: Barcelona, Levante
- Jordi Cruijff: Barcelona, Celta de Vigo, Alavés, Espanyol
- Edgar Davids: Barcelona
- Ryan Donk: Real Betis
- Royston Drenthe: Real Madrid, Hércules
- Jonathan de Guzman: Real Mallorca, Villarreal
- Jimmy Floyd Hasselbaink: Atlético Madrid
- John Heitinga: Atlético Madrid
- Ruud Hesp: Barcelona
- Rick Hoogendorp: Celta de Vigo
- Klaas-Jan Huntelaar: Real Madrid
- Ola John: Deportivo La Coruña
- Frenkie de Jong: Barcelona
- Memphis Depay: Barcelona, Atlético Madrid
- Luuk de Jong: Sevilla, Barcelona
- Justin Kluivert: Valencia
- Patrick Kluivert: Barcelona, Valencia
- Ronald Koeman: Barcelona
- Jan Kromkamp: Villarreal
- Glenn Loovens: Zaragoza
- Hedwiges Maduro: Valencia, Sevilla
- Roy Makaay: Tenerife, Deportivo La Coruña
- Joris Mathijsen: Málaga
- Haris Međunjanin: Valladolid
- John Metgod: Real Madrid
- Gerrie Mühren: Real Betis
- Kiki Musampa: Málaga, Atlético Madrid
- Riga Mustapha: Levante
- Johan Neeskens: Barcelona
- Ruud van Nistelrooij: Real Madrid, Málaga
- Tarik Oulida: Sevilla
- Marc Overmars: Barcelona
- Quincy Owusu-Abeyie: Málaga
- Quincy Promes: Sevilla
- Karim Rekik: Sevilla
- Michael Reiziger: Barcelona
- Johnny Rep: Valencia
- Daniël de Ridder: Celta de Vigo
- Arjen Robben: Real Madrid
- Frank Rijkaard: Zaragoza
- Jeffrey Sarpong: Real Sociedad
- Clarence Seedorf: Real Madrid
- Wesley Sneijder: Real Madrid
- Rafael van der Vaart: Real Madrid, Real Betis
- Piet Velthuizen: Hércules
- Ferdi Vierklau: Tenerife
- Sander Westerveld: Real Sociedad, Mallorca
- Faas Wilkes: Valencia, Levante
- Richard Witschge: Barcelona
- Nordin Wooter: Zaragoza
- Boudewijn Zenden: Barcelona
- Gianni Zuiverloon: Mallorca
- Arnaut Danjuma: Villarreal, Girona

- Toby Alderweireld: Atlético Madrid
- Zakaria Bakkali: Valencia, Deportivo La Coruña
- Théo Bongonda: Celta de Vigo, Cadiz
- Gert Claessens: Oviedo
- Thibaut Courtois: Atlético Madrid, Real Madrid
- Theo Custers: Espanyol
- Tom De Mul: Sevilla
- Alfonso Fernandez Leal: Elche, Castellón
- Yannick Ferreira Carrasco: Atlético Madrid
- Ronny Gaspercic: Extremadura, Real Betis, Albacete
- Fernand Goyvaerts: Barcelona, Real Madrid, Elche
- Eden Hazard: Real Madrid
- Adnan Januzaj: Real Sociedad, Sevilla
- Roland Lamah: Osasuna
- Erwin Lemmens: Racing Santander, Espanyol
- Dominique Lemoine: Espanyol
- Charly Musonda jr.: Real Betis
- Marvin Ogunjimi: Mallorca
- Largie Ramazani: Almería
- Mohamed Tchité: Racing Santander
- Thomas Vermaelen: Barcelona
- Wanderson Maciel Sousa Campos: Getafe
- Axel Witsel: Atlético Madrid

### Trainers
- Leo Beenhakker: Zaragoza (1981–1984), Real Madrid (1986–1989 en 1991–1992)
- Johan Cruijff: Barcelona (1988–1996)
- Louis van Gaal: Barcelona (1997–2000 en 2002–2003)
- Guus Hiddink: Valencia (1991–1994), Real Madrid (1998–1999), Real Betis (1999–2000)
- Ronald Koeman: Valencia (2007–2008), Barcelona (2020-2021)
- Rinus Michels: Barcelona (1971–1975 en 1976–1978)
- Frank Rijkaard: Barcelona (2003–2008)
- Bert Jacobs: Sporting Gijón (1992–1993)
- Theo Vonk: Real Burgos (1992)
- Clarence Seedorf: Deportivo de La Coruña (2018)